# 박준 (미용사)
박준(본명: 박남식, 1951년 ~ )은 대한민국의 미용사이자 사업가이다.